# 한국플라워통신배달협회
한국플라워통신배달협회는 국내외 네트워크를 통한 꽃 생산과 마케팅 등 관련정보교환 및 꽃 상품 조사연구개발 및 건전한 유통질서 확립 목적으로 2006년 8월 16일 설립된 대한민국 농림수산식품부 소관의 사단법인이다. 사무실은 서울특별시 서초구 서초동 1557-11, 건한 빌딩 2층에 있다.

## 주요 사업
- 대학생 화훼장식 경기대회 개최
- 화훼류 전문 인력양성 교육
- 화훼 관련학과 대학생 장학사업
- 세계 꽃 배달기구 가입을 통한 네트워크 구축으로 다양한 꽃 문화 교류